# Ryo Kobayashi
Ryo Kobayashi (Saitama, 12 september 1982) is een Japans voetballer.

## Clubcarrière
Kobayashi speelde tussen 2005 en 2008 voor Kashiwa Reysol en Oita Trinita. Hij tekende in 2009 bij Montedio Yamagata.